# Argozelo
Argozelo est un petit village du Portugal. Il est situé au nord-est du pays, dans la commune de Vimioso, dans le district de Braganca.
Il est situé à 18km de Vimioso, à 26km de Braganca, et à 13km de l'IP4 qui relie Braganca à l'Espagne.

## Histoire
Étant l'un des plus grands villages du district de Braganca avec une forte activité économique, Argozelo a obtenu le statut de village en 2001.
Ulgosello, diminutif d'Ulgoso, l'ancien nom d'Algoso, un autre village de la commune, a donné naissance au nom d'Argoselo, encore parfois utilisé et prononcé ainsi aujourd'hui selon l'usage traditionnel. L'usage de la nouvelle forme est une volonté de la population d'associer l'image de la ville à l'idée de dynamisme, représentative de ses habitants.
Cette localité est habitée au moins depuis le début du Moyen Âge, d'après les écrits retrouvés. Certains vestiges pourraient s'avérer préhistoriques, ce qui laisse penser que les premiers habitants sont arrivés bien avant. Quatre haches d'époque néolithique, un fragment de cuivre et un fragment de bronze ont été retrouvés dans le village. Ces vestiges se trouvent désormais à Bragance.
La première église fut édifiée vers les XIIe ou XIIIe siècles. D'abord de petite taille, elle fut démolie, pour être remplacée par une autre, plus large.

## Activité économique
L'agriculture, la viticulture, l'oléiculture et la production d'amandes et de liège constituent les principales activités de la population. Les habitants travaillent également dans la construction civile, la métallurgie et l'industrie du bois.
L'artisanat d'Argozelo est très développé. Ferblantiers, bourreliers, tanneries, tailleurs, dentelles et broderies continuent d'alimenter la tradition.

## Population
| 1864  | 1878  | 1890  | 1900  | 1911  | 1920  | 1930  | 1940  | 1950  |
| ----- | ----- | ----- | ----- | ----- | ----- | ----- | ----- | ----- |
| 1 265 | 1 260 | 1 422 | 1 362 | 1 585 | 1 316 | 1 570 | 1 668 | 1 867 |

| 1960  | 1970  | 1981  | 1991 | 2001 | 2011 | - | - | - |
| ----- | ----- | ----- | ---- | ---- | ---- | - | - | - |
| 2 088 | 1 575 | 1 502 | 983  | 809  | 701  | - | - | - |

## Mines
Il y avait des mines jusqu'en 1986, mais les mines de tungstène et d'étain sont actuellement à l'arrêt. Les mines ont été le principal revenu des habitants pendant plusieurs années. Une figure marquante de l'histoire de ces mines est José Joaquim Alves Velho, décédé le 20 août 1986, l'un des pionniers de l'extraction du minerai, et responsable de son expansion.
D'abord à ciel ouvert, puis dans des galeries peu profondes, les terrains miniers ont appartenu à une société qui a fait faillite, et ont été ensuite repris par un liquidateur judiciaire dont l'identité est inconnue.

## Gastronomie
Le Folar de Pâques et les saucisses artisanales font partie du patrimoine local. Le vin également, mais la région a perdu une grande importance dans ce domaine. Les moûts produits ici sont cependant encore utilisés pour faire du vin certifié d'autres régions. 

## Fêtes traditionnelles: Saint Barthélemy
La commune est connue pour héberger la fête de la Saint Barthélemy, une fête religieuse traditionnelle, qui se tient chaque année le 24 août au sanctuaire de Saint Barthélemy.